# Jeulmun
Den keramiske periode Chulmun (즐문, Jeulmun fra den reviderede romanisering: "kamkeramik") er en periode i Koreas forhistorie, der spænder fra 8.000 f.Kr.-1500 f.Kr. Ligesom resten af det nordøstlige Asien er Korea et af de ældste områder, hvor man har fremstillet keramiske genstande (pottemageri). Det anses således normalt for at være den koreanske neolitikum men adskiller ved sin mangel på intensivt landbrug, fordi forsyningen med fødevarer fortrinsvis var baseret på fiskeri, jagt og indsamling (skaldyr i særdeleshed). Imidlertid er dyrkning af hirse påvist på flere steder: kolbehirse (Setaria Italica), blandt andre, udgør en meget sekundær fødeindtagelse.
Begyndelsen af denne periode er præget af stigende vandstand forårsaget af afslutningen af istiden: fra 8.000 f.Kr. til 4.000 f.Kr. steg havet omtrent 30 meter for at nå sit nuværende niveau og endte med at gøre Sydkorea til en halvø. Dette fænomen har især ramt de fladere områder i Det Gule Hav og Koreastrædet. De kystnære bopladser blev derfor gradvis oversvømmede, da de blev trukket tilbage under indtryk af den stigende vandstand.

## Jeulmun-kulturen og dens aktuelle undersøgelsesstade
Der var i 2015 871 kendte Jeulmun-lokaliteter (daterede til mellem 8.000 f.Kr. og 1.500 f.Kr.), hvoraf 222 var blevet udgravede, heraf 148 i Nordkorea (120.000 km2) og 723 i Sydkorea (100.000 km2). Denne forskel afspejler sandsynligvis ulighed i omfanget af forskning i de to stater.
De udgravede lokaliteter er inddelt i tre kategorier: skaldyrsklynger med grupper af ildsteder, stablede og/eller semi-begravede stensætninger og semi-begravede bopladser. Mange steder er blevet opdagede i køkkenmøddinger, hvilket er problematisk. Nogle betragtes enten som steder for sæsonbestemt ophold eller som steder for permanent ophold, selv om meget få af dem er forbundne med semi-begravede boliger.
Over det lange tidsrum for denne periode er befolkningen sikkert vokset, men levestederne er forblevet meget små (ofte mellem et og fem huse) bortset fra nogle få, meget sjældne, store landsbyer (mellem 24 og 66 fase 3, med maksimal udvikling). Det er ikke udelukket, at disse store landsbyer var resultatet af, at befolkningsgrupperne kan være blevet omgrupperede sæsonmæssigt eller periodisk, i forbindelse med ritualer, festivaler og konkurrence.
På intet tidspunkt er der et tegn på en social differentiation, et hierarki. På den anden side, i udviklingsfasen for det såkaldte kamkeramik (4.000-3.000 f.Kr.), kan visse "horisontale" sociale forskelle opfattes i hjemmene. Men disse kunne være at gruppeplaceringer betinget af køn eller sæsonbestemte. Man har ikke kunnet observere fremkomsten af en social elite mellem 2.500 og 1.500 f.Kr.. Tværtimod, er befolkningen konstant faldende, og samtidig forsvinder ethvert tegn på social differentiering. Bronzealderen ses ikke længere som en logisk fortsættelse af Jeulmun-perioden.

## Tidsinddeling
Den egentlige Jeulmun-keramik,det vil sige, "med kammen", spredte sig og dominerer alle de kulturer og områder, der gik forud for den, omkring 3.500 f.Kr. Dens tilstedeværelse over hele området gør det muligt at navngive denne gamle periode efter den, men produktionen af keramik var for så vidt ikke begrænset til "kam"-keramik. Traditionelle kronologier er afhængige af disse forskellige keramiske produktioner, men udgør et problem. Således kan "normale Jeulmun-periode" henvise til forskellige tidssekvenser, såsom 4.500-3.500 f.Kr., 4.000-3.000 f.Kr. eller 3.500-3.000 f.Kr., beroende på forskerne og på de regioner, der betragtes. Men over denne meget lang periode er det nødvendigt at skelne flere faser, som gør det nemmere at forholde sig til. En antropologisk studie af en habitat, offentliggjort i 2015, tillader en revision af tidligere accepterede ideer. Den kronologi, der findes i denne undersøgelse, er baseret på kulstof 14-datering (og ikke på typer af keramik), og opdeles i fem faser.

### Fase 1: 8.000-5.000 f.Kr.
De ældste rester af keramik menes at være næsten 10.000 år f.Kr. Denne arkaiske Jeulmun-keramik af Mumun-yang typen, den ældste i Korea i 2015, blev opdaget på lokaliteten Kosan-ri [eller Kosan-ni], på øen Jeju i forbindelse med mikrolitter, der indikerer en sen palæolitiske kultur. De 10 huse er semi-begravede. Denne keramik blev også opdaget på lokaliteten Osan-ri og endelig på lokaliteten Ojin-ri. De har ingen dekoration og hviler på en flad bund. Disse lokaliteter indeholder også keramik fra den næste fase, af typen Yunggimun.
Lokaliteten Kosan-ri var beboet omkring 8.000 f.Kr., og derefter, i flere faser, op til 4000 f.Kr., ligesom lokaliteten Munam-ri. I Osan-ri tilhører de fleste af de 17 huse fase 2 og 3 (5.000-3.000 f.Kr.), kun ét tilhører fase 1. Ojin-ri lokaliteten er et klippely.

### Fase 2: 5.000-4.000 f.Kr.
Den keramik, som kendetegnes af forhøjet-design keramik (engelsk: raised-design pottery), er kendt som Yunggimun. Det kommer fra østkysten og den sydlige del af halvøen. Osan-ri (eller Kosan-ni), Munam-ri (Goseong-gun, Gangwon-do), Dongsam-dong (ved Busan) og Song-do (Yeosu). Denne keramik består hovedsagelig af fladbundede skåle, dekorerede med påførte relief-mønstre, repelled og indstukne, og minder på dette punkt om keramik fra Jōmon-perioden i det gamle Japan. Men lokaliteten Osan-ri fra denne periode indeholder en anden type keramik med flad bund: dekoreret på læben af friser af små prikker, udstansede eller stemplede.
Fase 2 boliger, svarende til Osan-ri, Munam-ri, Song-do og Tongsam-do lokaliteterne, er små grupper brugte periodisk. Den vigtigste lokalitet, Osan-ri, har 17 boliger, hvoraf 13 kan høre til denne fase. Denne fase er kendetegnet ved små semi-permanente landsbyer beliggende nær kysten af Sydkorea: mod nordøst for Munam-ri og Osan-ri, syd for Tongsam-dong (Ubong-ri på kysten af Ulsan) Og Song-do. Den bosættelse bestod af semi-begravede runde hytter dækkede af et tag af grene og pladsmæssigt svarende til fire eller fem personer. Jagt og fiskeri praktiseredes og skaldyr blev også udnyttet. Fytolitisk ris, der går tilbage til 4.300 f.Kr., blev fundet i keramikken, men det var ikke muligt at udlede noget fra den.

### Fase 3: 4.000-3.000 f.Kr.
Dette er den fase, hvori spredningen af kam-mønstrede keramik skete. Denne type kaldes, på koreansk, chulmun togi, jeulmun togi eller bitsalmuni togi. Udsmykning med parallelle indridsede linjer ses på vaser med en flad bund (fra nord-øst og øst) og vaser med spids bund (fra nord-vest, midt vest og syd). På vaser med spidse bunde fra det vestlige centrum, er der to typer: dem, der kun viser ét motiv, og dem, der viser flere, som på lokaliteten Amsa-dong. Denne type keramik er fundet i det nordøstlige China men også i hele Eurasien (fx i kamkeramik-kulturer i det nordøstlige neolitiske Europa).
Under 4000-3000 fase synes andre neolithisation indekser. Dyrkningen af hirse er konstateret på flere steder i jeulmun-perioden. Den indeholder kolbehirse (Setaria Italica) og hirse (Panicum miliaceum). Et felt anvendt til dyrkning af ris på ikke-oversvømmede jorder er fundet. Men området var på denne tid tilsyneladende tyndt befolket, og indsatsen i udviklingen af dyrkede områder meget begrænset. Disse to faktorer forklarer, hvorfor de små landsbysamfund, der voksede lidt, var systematisk fragmenterede og spredte: så snart en form for magt, ud over grænserne for husstanden, synes at dukke op, spredes samfundet. Således opstod intet socialt hierarki i løbet af denne meget lang periode i Korea.
De vigtigste kendte fundsteder er Amsa-dong i Seoul, Sopohang (Rason), Gado (Jeonbuk), Osan-ri (Gangwon), Sejuk-ri (Ulsan) og Dongsam-dong i Busan.

### Fase 4: 3.000-2.000 f.Kr.
Denne periode strækker sig fra 3.000 til 2.000 f.Kr. Levemåden forbliver baseret på havfiskeri, jagt og skaldyr, som vist med de mange samlinger af skaldyr. Imidlertid eksisterer landbrug og stenværktøjer til landbrug er fundet samt rester af forkullede planter. Keramikken er dekoreret med buede linjer.
Antallet af lokaliteter falder markant og disse er mindre spredte. De fleste steder er mindre, og antallet af boliger er i gennemsnit mindre end 5, mens de største er begrænset til 38 boliger.

### Fase 5: 2.000-1.500 f.Kr.
Den sene Jeulmun (2.000 til 1.500 f.Kr.) oplevede et fald i betydningen af fisk og skaldyr og en styrkelse af bosætningen i indlandet, hvilket gør befolkningen mere afhængig af dyrkede planter. Blandt andre teknikker, begyndte man at bedrive svedjebrug. Meget tyder på, at risdyrkning er begyndt at sprede sig i Han-flodens lavning.
Kim Jangsuk har foreslået, at de tidligere grupper af jægere-samlere-avlere gradvist er blevet fortrængte fra deres område af en ny befolkning, der er vandret sydpå, og som praktiserede en mere effektiv dyrkningsmåde, og som bragte Mumun (udekoreret) keramik-kultur med sig, hvilket ville have haft den virkning, at jægerne blev afskårede fra deres jagtmarker. Men dette synspunkt bestrides af en nylig undersøgelse af sene Jeulmun-keramik, som vidner om en langsom intern udvikling i retning af tegn i Mumun pottery. Der er ingen grund til at forestille sig nogen "invasion"; udviklingen synes at være foregået lokalt.